# Puhlai
Puhlai (biał. Пугляі; ros. Пугляи, Puglai; pol. hist. Puhlaje, Puhłaje) – wieś na Białorusi, w obwodzie witebskim, w rejonie orszańskim, w sielsowiecie Barzdouka, przy linii kolejowej Orsza – Krzyczew.

## Historia
W XIX i w początkach XX w. wieś położona była w Rosji, w guberni mohylewskiej, w powiecie horeckim, będąc wówczas siedzibą gminy Puhlaje.
Na Wielkanoc 1919 mieszkańcy wsi zawiązali zbrojny oddział do walki z bolszewikami. Powstańcy dysponujący trzema karabinami maszynowymi ustawili zasadzkę na drodze wjazdowej z kierunku Orszy, z której ostrzelano zmierzający do wsi patrol Armii Czerwonej. Antybolszewickie wystąpienia wsi w okolicach Orszy zostały krwawo stłumione.
Następnie Puhlaje leżały w granicach Związku Sowieckiego. Od 1991 w niepodległej Białorusi.